# Filipos Kasidokostas

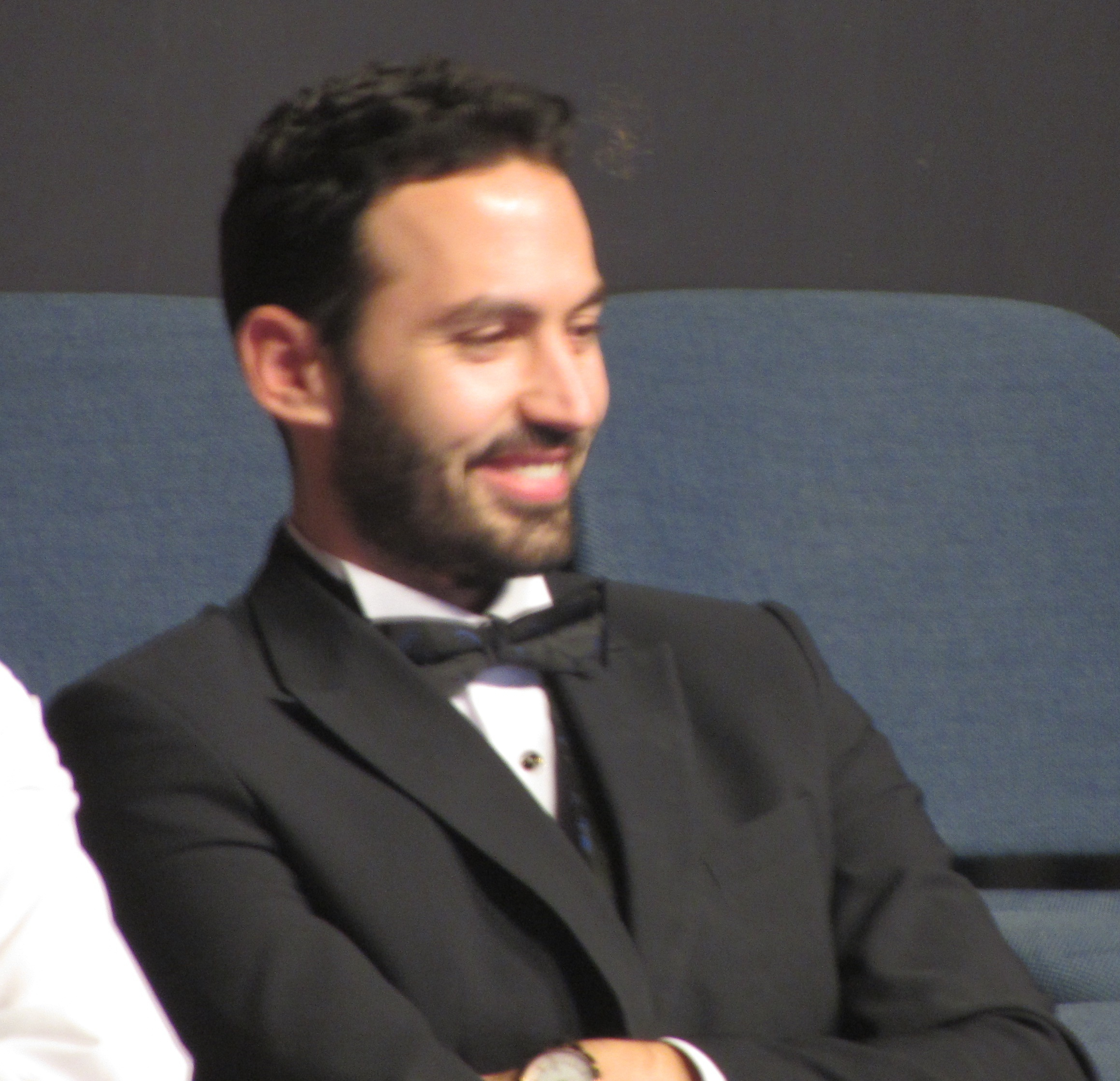

Filipos Kasidokostas is een Grieks carambolebiljarter die gespecialiseerd is in het driebanden. 
In 2009 werd hij in Lausanne wereldkampioen driebanden. In de finale versloeg hij Eddy Merckx. Hij eindigde ook driemaal tweede op het wereldkampioenschap driebanden. Hij verloor in 2003 in Valladolid de finale tegen Semih Sayginer, in 2004 in Rotterdam tegen Dick Jaspers en in in 2013 in Antwerpen tegen Frédéric Caudron. 
Met zijn landgenoot Nikos Polychronopoulos eindigde hij in 2003 in Viersen op de tweede plaats van het wereldkampioenschap driebanden voor landenteams. 